# 国道391号

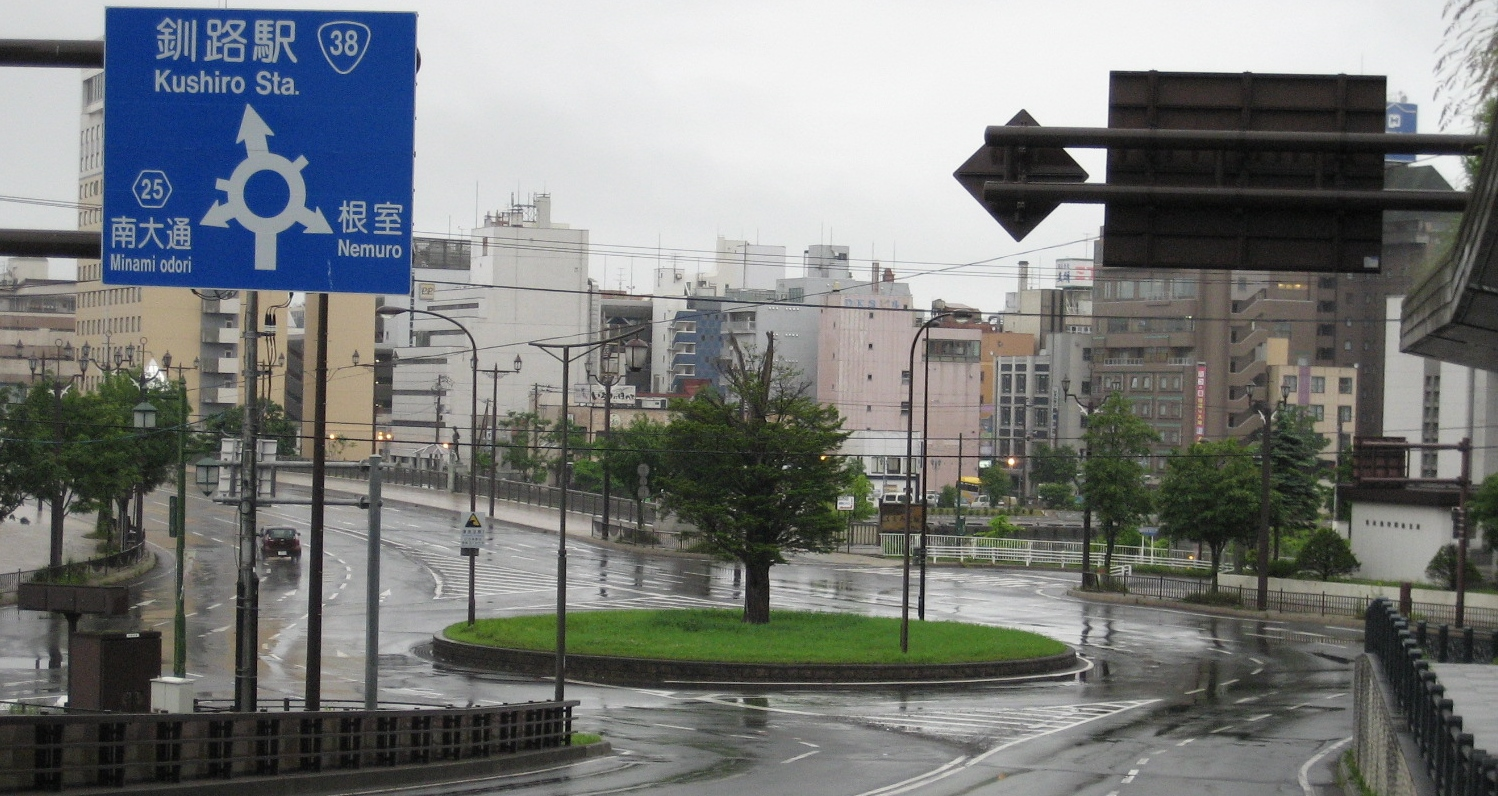
起点の様子

国道391号（こくどう391ごう）は、北海道釧路市から川上郡弟子屈町を経由して、網走市に至る一般国道である。

## 概要

### 路線データ
一般国道の路線を指定する政令に基づく起終点および重要な経過地は次のとおり。
- 起点：釧路市（大町1丁目9番1、幣舞ロータリー = 国道38号終点、北海道道113号釧路環状線上）
- 終点：網走市（南4条西1丁目8番2、南4東1交点 = 国道39号終点、国道244号起点）
- 重要な経過地：北海道釧路郡釧路町、同道川上郡標茶町、同郡弟子屈町、同道斜里郡小清水町
- 総延長 : 152.6 km（重用延長を含む。）[2][注釈 2]
- 重用延長 : 36.5 km[2][注釈 2]
- 未供用延長 : なし[2][注釈 2]
- 実延長 : 116.1 km[2][注釈 2]
  - 現道 : 116.1 km[2][注釈 2]
  - 旧道 : なし[2][注釈 2]
  - 新道 : なし[2][注釈 2]
- 指定区間：全線[3]

### 所管
- 釧路開発建設部
  - 釧路道路事務所
  - 弟子屈道路事務所
- 網走開発建設部
  - 斜里道路総合事業所
- 国道244号との重複区間は省略

## 歴史
- 1982年（昭和57年）4月1日 - 一般国道391号（釧路市 - 網走市）として指定施行[4]。

釧路市 - 川上郡弟子屈町は道道16号釧路弟子屈線から、川上郡弟子屈町 - 網走市は道道14号網走小清水弟子屈線からの昇格である。

## 路線状況

### 通称
- 摩周国道
釧路市の国道44号分岐 - 川上郡弟子屈町の区間の通称。野上峠以南の釧路総合振興局内の単独区間を指す。
- 小清水国道
斜里郡小清水町の区間の通称。野上峠以北から国道244号交点までのオホーツク総合振興局内の単独区間を指す。

### 重複区間
- 国道38号・国道336号（釧路市大町・幣舞ロータリー（起点） - 釧路市北大通・北大通5丁目、北大通6丁目交点）
- 国道44号・国道272号（釧路市大町・幣舞ロータリー（起点） - 釧路郡釧路町中央・中央1交点）
- 国道243号（川上郡弟子屈町朝日 - 川上郡弟子屈町弟子屈原野）
- 国道244号（斜里郡小清水町北斗 - 網走市南4条西1丁目・南4東1終点）

## 地理

### 通過する自治体
- 北海道
  - 釧路総合振興局
    - 釧路市 - 釧路郡釧路町 - 川上郡標茶町 - 川上郡弟子屈町

  - オホーツク総合振興局
    - 斜里郡小清水町 - 網走市

### 交差する道路
釧路総合振興局
釧路市
- 北海道道25号釧路港線・北海道道53号釧路鶴居弟子屈線 : 大町1丁目・幣舞ロータリー（起点）

（国道38号、国道44号との重複区間は省略）
釧路郡釧路町
- 国道44号 : 中央（中央1交点）
- 釧路外環状道路釧路東IC : 中央
- 北海道道1003号遠野別保線 : 達古武（達古武交点）

川上郡標茶町
- 北海道道221号塘路厚岸線 : 塘路（塘路交点）
- 北海道道959号シラルトロ湖線 : シラルトロエトロ（シラルトロエトロ交点）
- 北海道道243号阿寒標茶線 : 標茶（標茶交点）
- 国道274号・北海道道13号中標津標茶線 : 開運（開運交点）
- 北海道道14号厚岸標茶線 : 常盤（常盤交点）
- 北海道道424号磯分内停車場線 : 熊牛原野（磯分内駅前交点）
- 北海道道1040号弟子屈熊牛原野線 : 熊牛原野（磯分内交点）

川上郡弟子屈町
- 国道243号 : 仁多（仁多交点）

（国道243号との重複区間は省略）
- 国道243号 : 美留和（札友内交点）
- 北海道道52号屈斜路摩周湖畔線 : 川湯（川湯交点）
- 北海道道422号川湯停車場線 : 川湯駅前（川湯駅前交点）
- 北海道道52号屈斜路摩周湖畔線 : 跡佐登（跡佐登交点）
- 北海道道102号網走川湯線 : 川湯（川湯交点）

オホーツク総合振興局
斜里郡小清水町
- 北海道道805号札弦停車場水上線 : 水上（水上交点）
- 北海道道944号神威小清水線 : 小清水（小清水交点）
- 北海道道587号跡佐登小清水線 : 小清水（役場前交点）
- 北海道道246号小清水女満別線 : 小清水（小清水交点）
- 国道334号 : 美和（美和交点）
- 国道244号 : 北斗（北斗交点）

（国道244号との重複区間は省略）
網走市
- 国道39号 : 南4東1（終点）

### 沿線
- JR北海道釧網本線（釧路市 - 網走市）
- 釧路湿原（釧路郡釧路町・川上郡標茶町）
- 釧路町立遠矢中学校（釧路郡釧路町）
- 塘路湖（川上郡標茶町）
- シラルトロ湖（川上郡標茶町）
- 摩周温泉（川上郡弟子屈町）
- 川湯温泉（川上郡弟子屈町）

### 峠
- 野上峠